# Gyrinus chalybaeus
Gyrinus chalybaeus là một loài bọ cánh cứng trong họ van Gyrinidae. Loài này được Perty miêu tả khoa học năm 1830.